# たつまき奉行
『たつまき奉行』（たつまきぶぎょう）は、1959年（昭和34年）3月10日公開の日本映画である。東映製作・配給。監督はマキノ雅弘、主演は片岡千恵蔵。カラー、東映スコープ、96分。
片岡千恵蔵が遠山金四郎を演じた『いれずみ判官』シリーズの第14作。原作は小説倶楽部に連載された陣出達朗の同名小説。

## スタッフ
- 監督：マキノ雅弘
- 脚本：鈴木兵吾
- 原作：陣出達朗
- 企画：玉木潤一郎
- 撮影：三木滋人
- 音楽：高橋半
- 美術：鈴木孝俊
- 編集：宮本信太郎

## キャスト
- 遠山金四郎：片岡千恵蔵
- お半：喜多川千鶴
- 美鈴：佐久間良子
- お千代：千原しのぶ
- 藤堂佐渡守：山村聡
- 虎鮫：進藤英太郎
- 杉戸屋平右ヱ門：月形龍之介
- 郡源太夫：加賀邦男
- 伊之吉：片岡栄二郎
- 屑安：多々良純
- 手塚久兵ヱ：明石潮
- 権次：阿部九洲男
- 榊原越前守：柳永二郎
- おその：赤木春恵
- 酒井肥後守：瀬川路三郎
- 木賃宿の亭主：尾上華丈
- 安藤対馬守：水野浩
- おきん：岡嶋艶子
- お松：泉春子
- 渡会三四郎：東千代之介

## 同時上映
『特ダネ三十時間 深夜の挑戦』
- 脚本：舟橋和郎／監督：村山新治／主演：南廣